# Karl-Klasen-Journalistenpreis
Der Karl-Klasen-Journalistenpreis ist eine mit inzwischen 20.000 Euro dotierte Auszeichnung für journalistische Leistungen im Bereich Außenpolitik, besonders in der Berichterstattung über transatlantische Themen. Den Preis hat die Familie des Bankiers Karl Klasen gestiftet. Erstmals verliehen wurde der Preis 1992 in Frankfurt, danach in Hamburg.

## Preisträger
- 1992: Herbert von Borch, SZ
- 1997: Leo Wieland, FAZ,[3]
- 2000: Petra Pinzler, Die Zeit
- 2004: Charles Thibo, Mitteldeutsche Zeitung[4]
- 2007: Stefan Kornelius, SZ, und Georg Mascolo, Der Spiegel[5]
- 2009: Katja Gelinsky, FAZ
- 2012: Christian Wernicke, SZ[1]
- 2015: Klaus-Dieter Frankenberger, FAZ[6]
- 2018: Steven Erlanger, New York Times[7]
- 2022: Chelsea Spieker, The Pioneer[8]